# Котёл
Котёл — металлический сосуд для приготовления пищи методом варки на открытом огне. Используется до настоящего времени в туристических походах. Как технический термин слово «котёл» применяется для обозначения закрытого сосуда, предназначенного для нагревания воды или превращения её в пар. Для приготовления крупной цельной рыбы применяются специальные рыбные котлы продолговатой формы.

## История
Древнейшие из обнаруженных археологами котлов относятся к позднему Бронзовому веку. Часто встречаются очень большие котлы ёмкостью 60—70 литров. Гуннские котлы являлись характерной чертой кочевого быта раннего Средневековья.

## Котлы в играх, культуре и религии
- Котлы часто встречаются в ирландской мифологии. Котёл Дагды, от которого никто не уходил голодным, был одним из четырёх сокровищ Племён Богини Дану[3].
- В валлийской традиции одно из Тринадцати сокровищ острова Британия — котёл Дирнуха Великана. Котёл готовил только для храбрецов: если к нему подходил трус, он не закипал[4]. Pair Dadeni («Котёл возрождения»), способный оживлять мёртвых, фигурирует в Мабиноги о Бранвен.
- У виккан, много позаимствовавших из кельтской мифологии, котёл зачастую ассоциируется с богиней плодородия Керидвен.
- В серии книг о Гарри Поттере котёл используют для приготовления зелий.
- В некоторых карточных азартных играх — сосуд, куда кладутся деньги (ставки в банк)[5].
- «С пивной котёл» (простореч.) — очень больших размеров (чаще о голове)[6].
- Существует старинная детская игра «котёл»[7].

- Котёл в кельтском стиле, выставленный в National Museum (Nationalmuseet) Дании
- Хуго Симберг
- Эдвард Бретвалл. «Визит к ведьме» (1882)
- Памятник Оденталя (ФРГ) в виде котла в память о гонении на ведьм в средних веках
- Казан с очагом